# Фіргас
Фіргас (ісп. Firgas) — муніципалітет в Іспанії, у складі автономної спільноти Канарські острови, у провінції Лас-Пальмас, на острові Гран-Канарія. Населення — 7564 особи (2010).
Муніципалітет розташований на відстані близько 1750 км на південний захід від Мадрида, 13 км на захід від міста Лас-Пальмас-де-Гран-Канарія.
На території муніципалітету розташовані такі населені пункти: (дані про населення за 2010 рік)
- Барранко-де-лас-Мадрес: 51 особа
- Буенлугар: 782 особи
- Ла-Кальдера: 325 осіб
- Камбалуд: 533 особи
- Касабланка: 683 особи
- Ель-Кортіхо: 66 осіб
- Лос-Долорес: 176 осіб
- Фіргас: 1957 осіб
- Паділья: 261 особа
- Лас-Пельяс: 167 осіб
- Ель-Ріско: 627 осіб
- Лос-Росалес: 893 особи
- Сан-Антон: 90 осіб
- Ель-Сумакаль: 65 осіб
- Ла-Крус: 602 особи
- Ломо-Кінтанілья: 127 осіб
- Трапіче: 159 осіб

## Демографія
Динаміка населення (INE ):

## Галерея зображень

Розташування муніципалітету на острові Гран-Канарія